# Guillermo Núñez
Guillermo Núñez Henríquez (Santiago, 27 de enero de 1930-Santiago, 23 de mayo de 2024) fue un artista chileno de arte contemporáneo; entre otros reconocimientos, recibió el Premio Nacional de Arte Plásticas en 2007.

## Biografía
En 1944 ingresa al Instituto Nacional General José Miguel Carrera. Terminados sus estudios secundarios, en 1949 continúa su formación en la Escuela de Teatro de la Universidad de Chile y más adelante en la Escuela de Bellas Artes de la misma universidad, donde es alumno de Gregorio de la Fuente y de Pablo Burchard.
En 1952 viaja por mar a Europa junto al músico León Schidlowsky, su amigo y excompañero del Instituto Nacional. El 31 de diciembre desembarcan en Génova y continúan su viaje a París, donde permanecen muy breve tiempo juntos, puesto que Schidlowsky seguirá su viaje para establecerse en Alemania. Núñez se queda en París y en 1953 cursa estudios en la Biblioteca del Arsenal y de la Opera, conoce los trabajos de Rembrandt y Delacroix los que le llevaron a pensar en renunciar a la pintura por el impacto que le causaron. En ese tiempo conoce a Roberto Matta, pintor que ha realizado un valioso aporte en las artes plásticas universales del presente siglo.
Sus viajes lo llevaron a Inglaterra, Italia, Rumanía, Austria, Países Bajos, Bélgica. En Bucarest logra participar en el Festival Mundial de la Juventud y en el Congreso por los Derechos de la Juventud en Viena.
Para 1956 concluye y presenta su primera exposición de dibujos en el Instituto Chileno Británico de Cultura de Santiago, luego, en 1957 en compañía de Delia del Carril y Delia Venturelli fundan la «Galería Sol de Bronce», este mismo año contrae matrimonio con la actriz y directora teatral Berta Mardones.
De 1959 a 1961 obtiene una beca otorgada por el Ministerio de la Cultura de Checoslovaquia por lo que en abril de 1959 viaja a Praga.
Después de su regreso a Chile, instala un taller en calle Santa Rosa en una casa que perteneció a Valenzuela Llanos. 
En 1963 con la obra "América empieza ahora" (homenaje a la Revolución Cubana) obtiene el premio CAP. Viaja a Nueva York, Washington D. C., Oakland, Austin y Fort Worth (los dos últimos, de Texas) en 1965 exponiendo sus obras, conoce a Maurice Amar y juntos realizan el film: "The world of Guillermo Núñez", que está basado en las pinturas de esa época. 
Al siguiente año empieza a utilizar la fotografía y en telas impresa en serigrafía compone temas sobre la Guerra de Vietnam, la invasión a Santo Domingo y la masacre de El Salvador (Chile).
En 1967 prepara y realiza los decorados a nivel mundial de la obra teatral de Pablo Neruda Fulgor y muerte de Joaquín Murieta y en ese mismo año también gana el segundo premio del Concurso CRAV con la obra "Take a look around...". El mismo premio lo obtendría en 1969 con "Héroes para recortar y armar" y compone los decorados y vestuarios para la obra "El evangelio según San Jaime" de Jaime Silva, siendo este su último trabajo para el teatro.
En esta época dibujó también portadas para la revista Ercilla. En 1970 se unió la campaña electoral de Salvador Allende y montó en este contexto varias exposiciones de arte político, entre otras  «El pueblo tiene arte con Allende», una muestra que se realizó en diferentes lugares de Chile.
Fue nombrado Director del Museo de Arte Contemporáneo de Santiago en 1971, función que desempeñó por breve tiempo, concentrando su trabajo en el objetivo de abrir el museo hacia el público y la comunidad a través de exposiciones y actividades participativas.

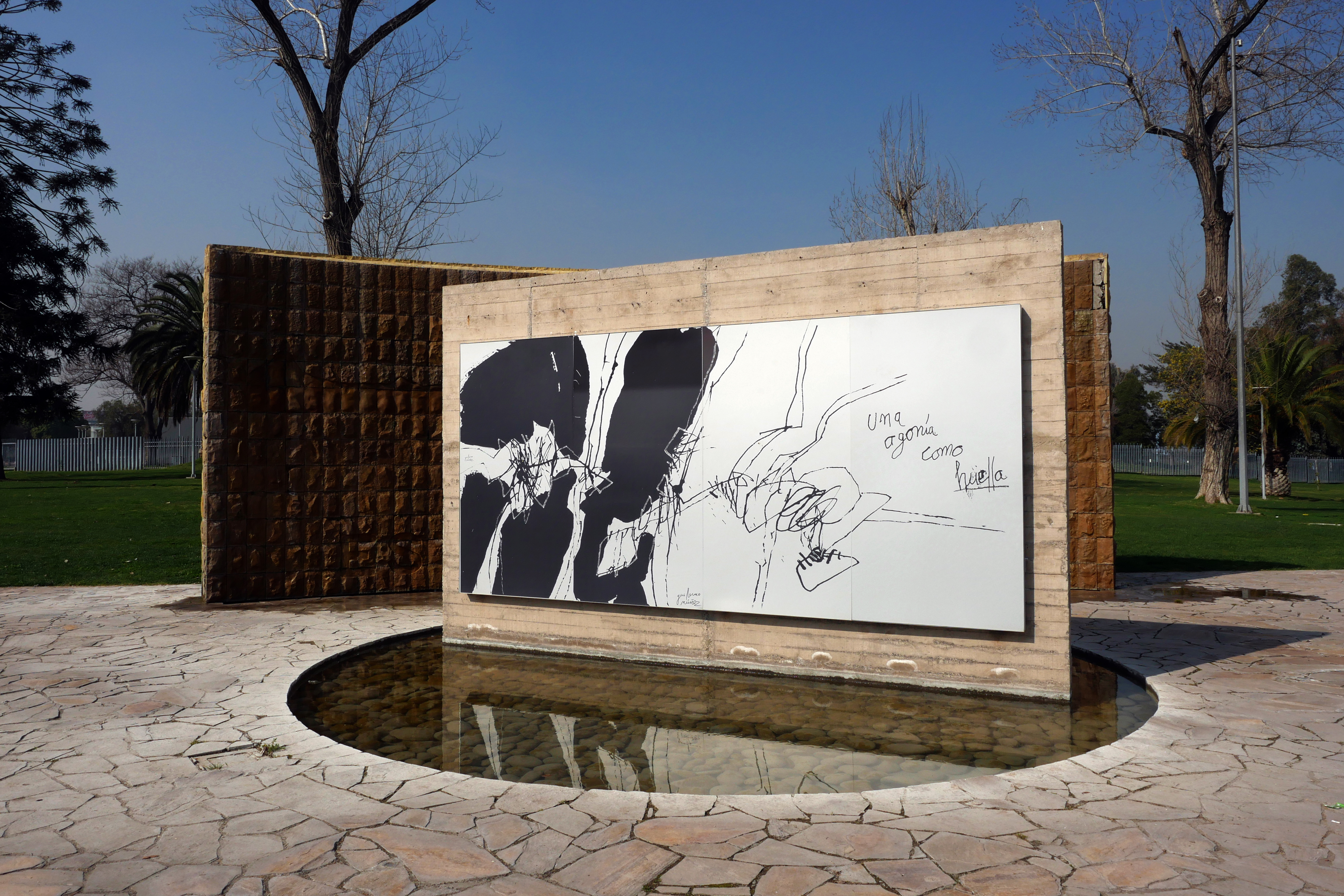
Obra de Guillermo Núñez en el «Memorial Grecia», diseñado por el artista en homenaje a los prisioneros políticos de todo el país e inaugurado en marzo de 2014.

En 1974, bajo la dictadura de Augusto Pinochet, fue detenido y torturado después de haber albergado a un dirigente del MIR en su casa. Esta experiencia marcó su vida para siempre. Estando en cautiverio le vendaron los ojos y solo le permitieron quitarse la venda por media hora al día. Al dejarlo en libertad, casi cinco meses después, el artista planeó una serie de muestras para poder contar la experiencia vivida. La primera de ellas denominada "Printuras - Exculturas", consistía en una serie de objetos, en su mayoría jaulas, con la intención de denunciar lo que se vivía en el país. Al día siguiente, los militares lo fueron a buscar a su casa para detenerlo nuevamente dado que la muestra fue considerada ofensiva por el gobierno. Varios meses después, al liberarlo, le entregaran un pasaporte con la inscripción: «solo válido para salir del país»" lo llevaran al aeropuerto y lo enviaran exiliado a Francia durante 12 años.
Falleció en Santiago de Chile a la edad de 94 años y sus restos fueron despedidos con honores en el Museo de Arte Contemporáneo de la Universidad de Chile.

## Premios y reconocimientos
- 1994 Premio a la mejor exposición en Artes Visuales, del Circuito de Críticos de Artes de Chile.[1]
- 2003, 2005 y 2006 Premio Altazor de las Artes Nacionales, recibido en tres ocasiones en la categoría de Grabado y Dibujo.[1]
- 2007 Premio Nacional de Artes Plásticas.[1]